# Lloret de raquetes dorsidaurat
El lloret de raquetes dorsidaurat  (Prioniturus platurus) és una espècie d'ocell de la família dels psitàcids que habita zones boscoses de les illes Sulawesi, Sula, Sangihe i Talaud.